# Neopsylla clavelia
Neopsylla clavelia är en loppart som beskrevs av Li Kueichen et Wei Shufeng 1977. Neopsylla clavelia ingår i släktet Neopsylla och familjen mullvadsloppor. Inga underarter finns listade i Catalogue of Life.